# Succubus (singolo)
Succubus è un singolo del rapper statunitense Craig Xen pubblicato il 18 aprile 2016.

## Tracce
1. Succubis – 1:43